# Паззи, Абдалла Шабани
Абдалла Шабани Паззи (англ. Abdallah Shaban Pazzy) — танзанийский профессиональный боксёр, выступающий во второй средней весовой категории (до 76 кг). Ранее также выступал в тяжёлой (более 90), первой тяжёлой (до 90 кг) и полутяжёлой весовых категориях (до 81 кг). Бывший претендент на титулы чемпиона среди молодёжи в полутяжёлом весе по версии WBC и во втором среднем весе IBF.

## Карьера
Абдаллах дебютировал на профессиональном ринге 31 декабря 2013 года, победив Селемана Маскуса. Этот поединок прошёл в полутяжёлой весовой категории. Первый титульный бой состоялся 27 марта 2016 года за вакантный титул чемпиона Африки по версии UBO в полутяжёлом весе, в этом поединке он одержал победу. Следующий его бой прошёл 13 августа того же года, на кону стоял вакантный титул чемпиона по версии комиссии по профессиональному боксу Танзании в первом тяжёлом весе, в этом бою Пазивапази также одержал досрочную победу. 5 ноября 2016 года потерпел поражение по очкам в бою за вакантный титул чемпиона мира среди молодёжи по версии WBC в тяжёлой весовой категории. 8 июля 2017 года потерпел 6-е поражение в профессиональной карьере в бою за титул чемпиона мира среди молодёжи по версии IBF во втором среднем весе. 21 октября 2017 года провёл поединок за титул чемпиона по версии Восточной и Центральной африканской боксёрской федерации во втором среднем весе, поединок завершился вничью, но уже 14 февраля 2018 года выиграл этот титул в поединке против другого противника.
26 декабря 2018 года победил своего соотечественника Френсиса Чека (34-12-2) в бою за титул интернационального чемпиона во втором среднем весе по версии WBF.